# Spårsäkringssats efter sexuella övergrepp
Spårsäkringssats efter sexuella övergrepp är en låda som innehåller utrustning för att samla in och dokumentera bevismaterial samt instruktioner för användningen. Utrustningen är tänkt att användas av sjukvårdspersonal som kommer i kontakt med personer (män, kvinnor och barn) som misstänks ha blivit utsatta för sexualbrott, även om polisanmälan inte har gjorts. En tidigare variant hette "Provtagningssats efter sexualbrott".  Förändringen av innehållet skedde i samband med ett nytt nationellt handlingsprogram för omhändertagandet av offer för sexualbrott.
Lådan innehåller bland annat bomullspinnar, provrör, påsar för att samla in material och post-it-linjaler som kan användas när skador på kroppen fotograferas. Spår av DNA från gärningsmannen kan ibland säkras upp till 7-10 dagar efter brottet, varför spårsäkring rekommenderas om det har gått mindre än 10 dagar. 